# 三原幸久
三原 幸久（みはら ゆきひさ、1932年 - 2013年1月18日）は、日本のスペイン文学者、民話研究者、翻訳家。大阪外国語大学名誉教授。

## 略歴
大阪市生まれ。1961年大阪外国語大学イスパニア語科卒、天理大学講師、大阪外国語大学講師、関西外国語大学助教授、教授、2003年定年退任、名誉教授。

## 著書
- 『スペイン民族の昔話』（岩崎美術社、民俗民芸双書） 1969
- 『ラテンアメリカの昔話』（岩崎美術社、民俗民芸双書） 1972

### 共編著
- 『日本の昔話19 肥後の昔話』（浜名志松, 三宅忠明共編、日本放送出版協会） 1977
- 『日本の民話8 山陰 鳥取・島根』（川上廸彦共編、ぎょうせい） 1978
- 『因幡智頭の昔話』（福田晃共編著、三弥井書店、昔話研究資料叢書） 1979
- 『ラテン世界の民間説話』（編、世界思想社） 1989
- 『魔女の伝言板 日本の現代伝説』（近藤正樹, 高津美保子, 常光徹, 渡辺節子共編著、白水社） 1995

## 翻訳
- 『スペインの昔話 レオン地方の昔話』（コルテス・イ・バスケス編、三弥井書店、世界民間文芸叢書） 1975
- 『世界の民話7 スペイン・ポルトガル編　行くと帰れない城 ほか』（家の光協会） 1978
- 『インカの民話』（ヒメネス・ボルハ他、在田佳子共訳、新世界社、ラテン・アメリカ民話シリーズ） 1979
- 『チリの民話』（R・A・ラバル、平倉佳子共訳、新世界社、ラテン・アメリカ民話シリーズ） 1979
- 『南米北部の民話』（P・カルバリョ・ネト他、武部修子共訳、新世界社、ラテン・アメリカ民話シリーズ） 1979
- 『ブラジルの民話 北東部編』（L・C・カスクード、新世界社、ラテン・アメリカ民話シリーズ） 1979
- 『メキシコの民話』（ゴンサレス・カサノバ他、浅野光子共訳、新世界社 ラテン・アメリカ民話シリーズ） 1980
- 『ラミニャの呪い スペインバスク民話集』（東洋文化社、メルヘン文庫） 1980
- 『のんきなファン スペインのメルヘン』（小山和子, 村上由利子共訳、東洋文化社、メルヘン文庫） 1981
- 『魚の騎士 スペイン・ポルトガルの昔ばなし』（編訳、小峰書店、世界の昔ばなし） 1983
- 『カエル王女 中南米の昔ばなし』（小峰書店、世界の昔ばなし） 1986
- 『スペイン民話集』（エスピノーサ編著、編訳、岩波文庫） 1989
- 『スペインのむかし話 真実の鳥 ほか』（編訳、偕成社、大人と子どものための世界のむかし話） 1990

## 参考
- 『スペイン民族の昔話』著者紹介
- 訃報